# Partenariat pour la sécurité et la prospérité
Pour les articles homonymes, voir PSP.

Les trois nations participant au partenariat pour la sécurité et la prospérité

Le Partenariat pour la sécurité et la prospérité (PSP) a été lancé en mars 2005 à Waco, au Texas. Ni accord ni traité, le PSP est présenté comme un instrument international de concertation s'appuyant sur les ententes déjà existantes entre les États-Unis, le Canada et le Mexique, dont au premier chef l'Accord de libre-échange nord-américain (ALÉNA).

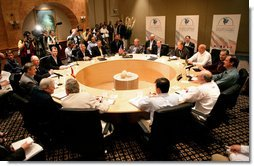
Une réunion du PSP en mars 2006

## Sommet de 2007
Les 20 et 21 août 2007, se sont réunis à Montebello le président américain George W. Bush, son homologue mexicain Felipe Calderón et le premier ministre canadien Stephen Harper. Les trois dirigeants nord-américains y ont poursuivi le dialogue entamé il y a de cela deux ans dans le cadre du Partenariat pour la sécurité et la prospérité (PSP). Outre les chefs d'État et leur entourage, le sommet de Montebello a accueilli les représentants d'une trentaine de grandes entreprises, qui sont venus faire part aux leaders de leurs recommandations sur les mesures propres à créer un meilleur climat d'affaires. 
L'exportation de l'eau, l'approvisionnement énergétique, la question de la sécurité des frontières et le plan nord-américain de préparation contre la grippe aviaire et la grippe pandémique, ont été à l'ordre du jour.

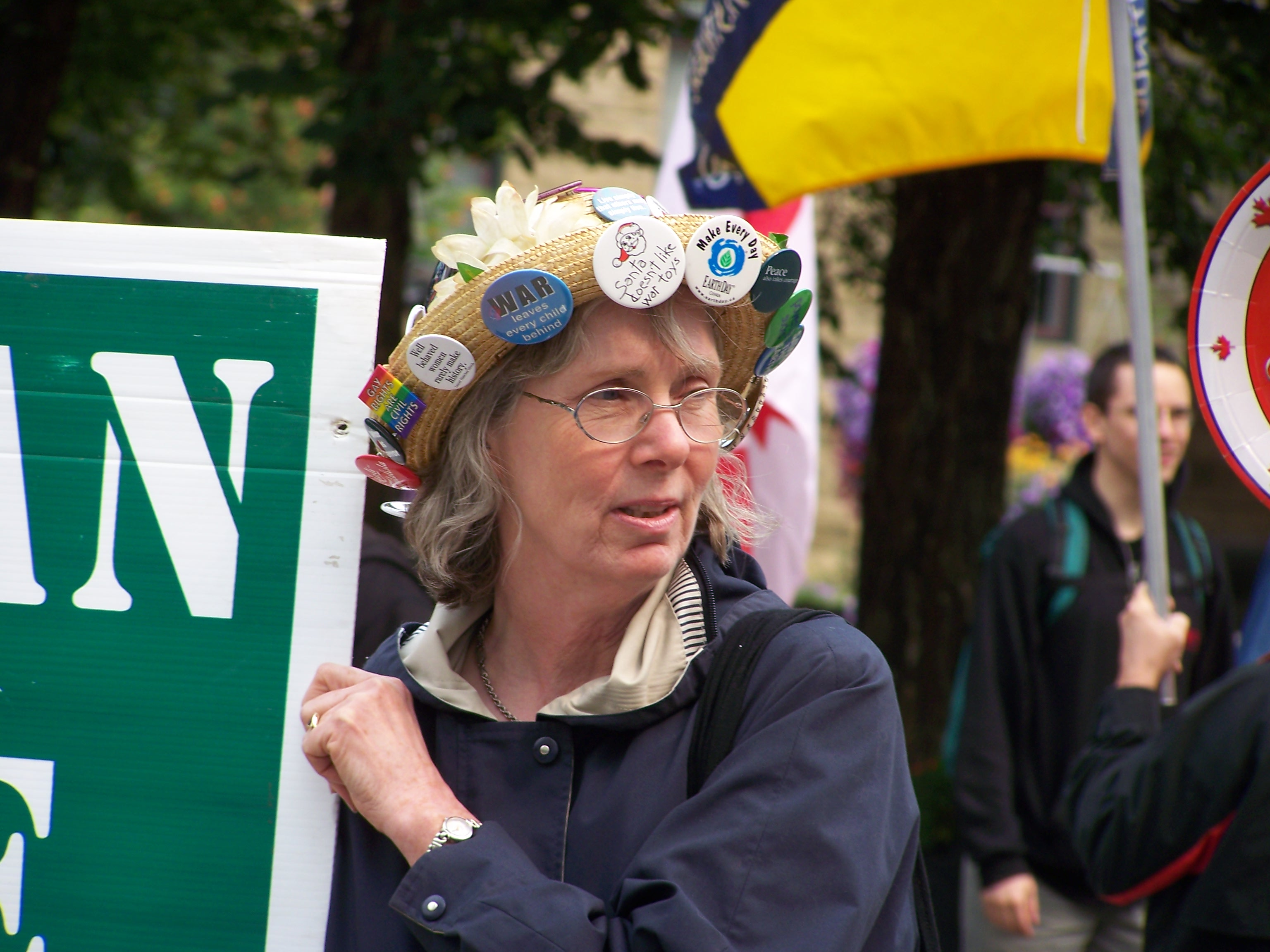
Manifestation contre le PSP à Calgary

Des regroupements alter-mondialistes étaient attendus. Des forces de sécurité imposantes étaient sur place. À l'approche du sommet, le village touristique situé à mi-chemin entre Montréal et Ottawa, sur la rive de la rivière des Outaouais, a droit à un déploiement quasi militaire. Plusieurs hélicoptères et avions militaires ont survolé le site. Les allées et venues sont limitées à l'intérieur d'un important périmètre de sécurité : 60 km pour la zone restreinte et 20 km pour la zone interdite.
La police a été fortement critiquée lors de ce sommet quand des policiers déguisés en manifestants ont été découverts.  Plusieurs pensent qu'ils étaient présents pour provoquer des débordements violents,. Une vidéo ainsi que des photos diffusées sur YouTube et Indymedia ont rapidement alertés les médias au sujet de cette technique policière qui aurait visé à criminaliser les manifestants à ce sommet. 
La vidéo montre trois hommes masqués, dont un était armé d'une pierre, en train d'être accusés par les manifestants pacifiques. Une fois ces trois hommes poussés derrière les rangs des policiers, ils furent menottés puis emmenés. Des photos ont montré que la sculpture de leur semelles était identique à celle des policiers.
Bien qu'elle ait tout d'abord nié que les trois hommes en question étaient des policiers infiltrés,
La police québécoise (Sûreté du Québec) a ensuite reconnu avoir infiltré les manifestations mais n'admet pas avoir incité à la violence.

## Sommet de 2008
Quatrième sommet, qui a lieu à La Nouvelle-Orléans, les 21 et 22 avril 2008,  dont le principal sujet de discussion concerne les frontières, ainsi que le mouvement des marchandises transfrontalier. Le Canada, fort de sa contribution à l'approvisionnement énergétique américain, entend bien jouer cette carte, en cas de désir de renégociation de l'ALÉNA.

#### Sites critiques
- (en) Site contre le PSP (Indymedia Ottawa)
- (fr) Site pastiche du PSP (Action mondiale des peuples)